# Claudia Herweg
Claudia Herweg (* 1966 in Köln-Porz) ist eine deutsche Tischtennis Manager- und Unternehmerin. Von Ende 2021 bis November 2023 war sie Präsidentin des Deutschen Tischtennis-Bundes DTTB.

## Aktive Karriere im Tischtennissport
Claudia Herweg kam mit 12 Jahren zum Tischtennissport bei ihrem Heimatverein TTC Rot-Gold Porz. Ende der 1980er Jahre spielte sie mit DSC Kaiserberg II in der 2. Bundesliga, 1994 mit dem ATSV Saarbrücken in der Oberliga. Zeitweise arbeitete sie beim Westdeutschen Tischtennis-Verband als Honorartrainerin.

## Beruf und Funktionärin
Nach dem Abitur studierte Claudia Herweg Sport an der DSHS Köln und darauf folgten Tätigkeiten in der Tischtennisindustrie, etwa ab 1990 bei DONIC und von 1993 bis 2011 als Geschäftsführerin beim Tischtennis Belaghersteller ESN. 2018 wurde sie beim Weltverband ITTF aktiv und baute das hauptamtliche Equipment Department auf.
Als der damalige Präsident des Deutschen Tischtennis-Bundes DTTB, Michael Geiger, sich nicht mehr der Wiederwahl stellte, kandidierte Claudia Herweg für dieses Amt. Auf dem DTTB-Bundestag im Dezember 2021 wurde sie gewählt. Sie war die erste Frau an der Spitze des DTTB. Als wichtigsten Erfolg sieht sie an, dass in ihrer Amtszeit der Konflikt mit der ITTF geschlichtet wurde und wieder internationale Turniere nach Deutschland vergeben wurden. Aus gesundheitlichen Gründen kandidierte Claudia Herweg im November 2023 nicht mehr.
- Unvollendete Mission, Interview mit Simone Hinz, Zeitschrift tischtennis, 2023/10 Seite 34–36